# Tretí Hámor (przystanek kolejowy)
Tretí Hámor (przystanek kolejowy) – przystanek kolejowy znajdujący się we wsi Nálepkovo w kraju koszyckim na linii kolejowej 173 Margecany – Červená Skala na Słowacji.